# Hilario de Tolosa
San Hilario de Tolosa o de Toulouse (Hylarius, Hilaris, Yllarius) fue un obispo de Toulouse del siglo IV, uno de los primeros de la diócesis. No se sabe con certeza, a pesar de que parece que existió realmente, el periodo durante el que se extendió su obispado, desarrollado durante la segunda mitad del siglo IV: Louis Duchesne estima que pudo ejercer el cargo en la segunda mitad del siglo IV, opinión que comparten Élie Griffe, Michel Labrousse, Henri Gilles y Anne-Véronique Gilles-Raynal. 
Una vez consagrado obispo y conocedor de la santidad de Saturnino de Tolosa, buscó sus restos y, tras encontrarlos, hizo construir una modesta basílica en su honor. 
Fue venerado como santo ya a comienzos del siglo V, cuando aparece calificado de sanctus. Su tumba fue trasladada a la basílica de San Sernín en 1265. Su fiesta se celebra el 20 de mayo, día de su muerte. 